# سو سو لوین
سو سو لوین (انگلیسی: Su Su Lwin؛ ۲۲ آوریل ۱۹۵۲) یک سیاست‌مدار اهل میانمار است. او همسر تین چیاو رئیس جمهور منتخب میانمار در مارس ۲۰۱۶ و فرزند او لوین از مقامات سیاسی سابق میانمار است. سو سو لوین خود نماینده و رئیس کمیسیون روابط خارجی مجلس نمایندگان میانمار است.